# Лобанов, Тимофей Васильевич
Тимофей Васильевич Лобанов (18.03.1910 — 25.02.1990) — разведчик 391-й отдельной разведывательной роты (323-я стрелковая дивизия, 3-я армия, 1-й Белорусский фронт) ефрейтор, участник Великой Отечественной войны, кавалер ордена Славы трёх степеней.

## Биография
Родился 18 марта 1910 года в селе Даниловское Петровского уезда Саратовской губернии (ныне Лопатинского района Пензенской области) в семье крестьянина. Русский.
Окончил начальную школу. Работал плотником ремонтно-строительного завода в городе Саратов.
В июне 1942 года был призван в Красную армию Октябрьским райвоенкоматом города Саратов. Боевое крещение принял в боях за Сталинград, был ранен. После госпиталя вернулся на фронт. К весне 1944 года сражался в рядах 323-й стрелковой дивизии, разведчиком 391-й отдельной разведывательной роты. В её составе прошёл до Победы.
В ночь на 22 апреля 1944 года в районе деревни Большие Коноплицы (западный берег реки Друть, 45 км восточнее города Бобруйск, Белоруссия) красноармеец Лобанов, действуя в группе захвата, преодолел проволочные заграждения противника, внезапно ворвался во вражескую траншею и принял участие в захвате «языка». Был ранен, но продолжал выполнять боевую задачу. Был представлен к награждению орденом Красной Звезды.
Приказом по частям 323-й стрелковой дивизии от 23 апреля 1944 года (№ 62/н) красноармеец Лобанов Тимофей Васильевич (в приказе - Ефимович) награждён орденом Славы 3-й степени.
В дальнейшем участвовал в боях за освобождение Белоруссии в ходе операции «Багратион» (награждён орденом Красной Звезды) и Польши, форсировании реки Нарев (награждён медалью «За отвагу»). В январе 1945 года дивизия была переброшена на Пулавский плацдарм, участвовала в Восточно-Померанской операции.
15 января 1945 года при прорыве обороны противника на Пулавском плацдарме ефрейтор Лобанов с группой разведчиков под огнём преодолел 3 траншеи. Огнём из автомата уничтожил 16 гитлеровцев и расчёт станкового пулемёта, который мешал продвижению стрелков. 20 января в районе деревни Брызгув (Пшисухский повят, Мазовецкое воеводство, Польша) действуя с самоходными орудиями, которые настигли немецкий обоз, огнём из автомата уничтожил 19 гитлеровцев и 14 взял в плен. В результате боя колонна была разгромлена, сожжено 11 автомашин и до 50 подвод. Был представлен к награждению орденом Отечественной войны 1-й степени.
Приказом по войскам 33-й армии от 22 февраля 1945 года (№ 50/н) ефрейтор Лобанов Тимофей Васильевич награждён орденом Славы 2-й степени.
В начале февраля 1945 года у населённого пункта Гюнтерсберг (60 км северо-восточнее города Котбус, Германия) группа бойцов, в которой был ефрейтор Лобанов, уничтожила около 20 и пленила 14 гитлеровцев, захватила вражеский обоз. Был представлен к награждению орденом Славы 1-й степени.
Пока наградные документы ходили по инстанциям бои продолжались. В ночь на 9 марта при выполнении боевой задачи по захвату контрольного пленного командовал группой прикрытия. Вызвал огонь противника на себя, тем самым дал возможность группе захвата взять «языка». Был снова представлен к награждению орденом Славы 1-й степени, награждён орденом Красной Звезды.
К концу войны на счету разведчика Лобанова было около двух десятков «языков».
Указом Президиума Верховного Совета СССР от 15 мая 1946 года старший сержант Лобанов Тимофей Васильевич награждён орденом Славы 1-й степени. Стал полным кавалером ордена Славы.
В октябре 1946 года старшина Лобанов был демобилизован.
Жил в городе Саратов. Работал плотником на заводе «Газавтоматика». 
Скончался 25 февраля 1990 года. Похоронен на Увекском кладбище города Саратов.

## Награды
- Орден Отечественной войны I степени (11.03.1985)[3]
- Полный кавалер ордена Славы:
  - орден Славы I степени (15.05.1946)[4];
  - орден Славы II степени (22.02.1945)[5];
  - орден Славы III степени (23.04.1944)[4];
- Орден Красной Звезды (06.07.1944)[6]
- Орден Красной Звезды (29.03.1945)[7]
- медали, в том числе:
  - «За отвагу» (20.08.1944)[8]
  - «За оборону Сталинграда» (вручена в ноябре 1943)
  - «В ознаменование 100-летия со дня рождения Владимира Ильича Ленина» (6 апреля 1970)
  - «За победу над Германией» (9 мая 1945[9])
  - «За взятие Берлина» (9.06.1945)
  - «20 лет Победы в Великой Отечественной войне 1941—1945 гг.» (7 мая 1965[10])
  - «30 лет Победы в Великой Отечественной войне 1941—1945 гг.»[11]
  - 40 лет Победы в Великой Отечественной войне 1941—1945 гг.[12]
  - «30 лет Советской Армии и Флота»[13]
  - «40 лет Вооружённых Сил СССР»[14]
  - «50 лет Вооружённых Сил СССР» (26 декабря 1967[15])
- Знак «25 лет победы в Великой Отечественной войне» (1970)

## Память
- На могиле установлен надгробный памятник.
- Его имя увековечено в Главном Храме Вооружённых сил России, и навсегда запечатлено на мемориале «Дорога памяти».

- Его именем названа улица в Волжском районе города Саратов.